# Kind
En kind (flertal kinder, latin: buccae) er området i ansigtet under øjnene og mellem næsen og det venstre eller højre øje. Kinderne lukker mundhulen på venstre og højre side af hovedet ved kæbemusklen (musculus buccinator).
Menneskers kinder består på indersiden af slimhinder (mukøse membraner) med flere små spytkirtler. Ydersiden er beklædt med hud med flere talgkirtler og hos mænd tillige skæghår. Kinderne indeholder en muskel, musculus buccinator, der sikrer, at føde under tygning holdes under tænderne. Mindre børn har et fedtlegeme i kinden, corpus adiposum buccae, der hindrer, at barnet under die suger kinden ind.